# ريكس ستاوت
ريكس تودهنتر ستاوت (بالإنجليزية: Rex Todhunter Stout)‏ (1 ديسمبر 1886 - 27 أكتوبر 1975) هو كاتب أمريكي معروف لقصصه في  الأدب الجنائي. شخصياته الأكثر شهرة هي المحقق نيرو وولف ومساعده أرشي جودوين، اللذان ظهرا في 33 رواية و39 رواية قصيرة بين عامي 1934 و1975.
في عام 1959، حصل ستاوت على جائزة الغراند ماستر لمنظمة كتاب الغموض الأمريكيين. رُشِّحَت مجموعة نيرو وولف كأفضل سلسلة غموض في القرن في بوشركون الحادي والثلاثين، وهو أكبر مؤتمر لأدب الغموض في العالم، ورُشِّح ريكس ستاوت كأفضل كاتب للغموض في القرن.
بالإضافة إلى كتابة الروايات، كان ستاوت مفكرًا عامًا بارزًا لعقود. كان نشطًا في السنوات الأولى للاتحاد الأمريكي للحريات المدنية ومؤسسًا لدار نشر فانغارد. شغل منصب رئيس مجلس الكتاب الحربي خلال الحرب العالمية الثانية، وأصبح مشهورًا في الراديو من خلال إذاعاته العديدة، ونشط لاحقًا في تعزيز الفيدرالية العالمية. كان الرئيس لفترة طويلة لنقابة المؤلفين، حيث سعى خلالها إلى إفادة المؤلفين من خلال الضغط من أجل تعديل قوانين حقوق التأليف والنشر المحلية والدولية، وشغل لفترة منصب الرئيس لكتاب الغموض الأمريكيين أيضًا.

## سيرة حياتية

### كتابات
بدأ ريكس ستاوت مسيرته الأدبية في العقد الثاني من القرن العشرين بالكتابة للمجلات، وخاصة مجلات اللب، حيث كتب أكثر من 40 قصة ظهرت بين عامي 1912 و1918. ظهرت قصص ستاوت المبكرة في أغلب الأحيان في أُول-ستوري ماغازين والمنتسبين لها، ولكنها نُشرت أيضًا في سميثز ماغازين، ليبينكوتز مانثلي ماغازين، وشورت ستوريز، وذا سمارت سيت، ويونغز ماغازين، وجولفرز ماغازين. امتدت القصص المبكرة لتشمل أنواعًا أدبية منها الرومانسية، والمغامرة، والخيال العلمي/الفنتازيا، والخيال الجنائي الذي شمل روايتي غموض قصيرتين عن القتل المتسلسل انبثقت عنها عناصر من قصص وولف.
في عام 1916، سئم ستاوت من كتابة قصة كلما احتاج إلى المال. قرر التوقف عن الكتابة حتى يكسب ما يكفي من المال لإعالة نفسه من خلال وسائل أخرى، حتى يتمكن من الكتابة عندما يحلو له ذلك. لم يكتب أي خيال لأكثر من عقد من الزمان، حتى أواخر عشرينيات القرن العشرين، عندما كان قد وفر قدرًا كبيرًا من المال من خلال نظامه المصرفي المدرسي. من سخرية القدر، بمجرد أن بدأ ستاوت في كتابة الروايات مرة أخرى، فقد معظم الأموال التي كان قد كسبها كرجل أعمال في فترة كساد عام 1929.
في عام 1929، كتب ستاوت كتابه الأول المنشور بعنوان وكأنه إله، وهو حكاية سيكولوجية غير عادية مكتوبة من منظور الشخص الثاني ونشرتها دار نشر فانغارد، التي ساهم في تأسيسها. خلال هذه المرحلة من مهنته في الكتابة، نشر ستاوت أيضًا رواية سياسية رائدة بعنوان الرئيس يختفي (1934)، ونُشِرَت في الأصل بشكل مجهول.
في ثلاثينيات القرن العشرين، تحول ستاوت إلى كتابة الخيال الجنائي. في 1933-1934، كتب فر-دي-لانس، التي قدمت نيرو وولف ومساعده أرشي جودوين. نُشِرَت الرواية بواسطة فارار ورينهارت في أكتوبر 1934، وفي شكل مختصر باسم «نقطة الموت» في ذا أميريكان ماغازين (نوفمبر 1934). تعتبر شخصيات وولف وجودوين من بين مساهمات ستاوت الرئيسية في الخيال الجنائي. وُصِفَ وولف من قبل المراجع ويل كابي بأنه «فالستاف المحققين».
في عام 1937، قدمت رواية ستاوت اليد في القفاز شخصية ثيودوليندا «دول» بونر، وهي محققة خاصة ظهرت في قصص وولف اللاحقة وتعد مثالًا مبكرًا ومهمًا للمحققة الخاصة الأنثى كشخصية رئيسية خيالية. ابتكر ستاوت أيضًا اثنين من الشخصيات الرئيسية المحققين، وهما تيكومسيه فوكس وألفابيت هيكس. بعد عام 1938، كان تركيز ستاوت لرواياته الخيالية منصبًّا على مجال الغموض، وبعد عام 1940، كان منصبًّا بشكل حصري تقريبًا على قصص نيرو وولف. واصل ستاوت كتابة سلسلة نيرو وولف لبقية حياته، ونشر مغامرة واحدة على الأقل سنويًا حتى عام 1966 (باستثناء عام 1943، عندما كان مشغولًا بأنشطة متعلقة بالحرب العالمية الثانية). انخفض معدل إنتاج ستاوت إلى حد ما بعد عام 1966، لكنه نشر أربع روايات نيرو وولف أخرى قبل وفاته في عام 1975، عن عمر يناهز 88 عامًا.
خلال الحرب العالمية الثانية، قطع ستاوت كتاباته في الأدب الجنائي، وانضم إلى منظمة الكفاح من أجل الحرية، وكتب الدعايات. استضاف ثلاثة برامج إذاعية أسبوعية ونسق خدمات المتطوعين من الكتاب الأمريكيين للمساعدة في المجهود الحربي. بعد الحرب، عاد ستاوت لكتابة روايات نيرو وولف وتولى دور مزارع نبيل في أرضه في هاي ميدو في بروستر شمال مدينة نيويورك. شغل منصب رئيس نقابة المؤلفين وكتاب الغموض الأمريكيين، الذين قدموا لستاوت في عام 1959 جائزة الغراند ماستر - قمة الإنجاز في مجال الغموض.
كان ستاوت صديقًا قديمًا للفكاهي البريطاني ب. ج. ودهاوس، كاتب روايات قصص جيفز القصيرة. كان كل منهما معجبًا بعمل الآخر، وهناك أوجه تشابه بارزة بين شخصياتهم وتقنياتهم. ساهم ودهاوس في مقدمة ريكس ستاوت: سيرة حياتية، سيرة جون ماكالير للمؤلف الحائزة على جائزة إدغار لعام 1977 (أعيد إصدارها في عام 2002 باسم ريكس ستاوت: حياة صاحب جلالة). يذكر ودهاوس أيضًا ريكس ستاوت في العديد من كتب جيفز، إذ إن كلًّا من بيرتي وعمته داليا من المعجبين.

## روابط خارجية
- ريكس ستاوت على موقع IMDb (الإنجليزية)
- ريكس ستاوت على موقع الموسوعة البريطانية (الإنجليزية)
- ريكس ستاوت على موقع مونزينجر (الألمانية)
- ريكس ستاوت على موقع ألو سيني (الفرنسية)
- ريكس ستاوت على موقع ميوزك برينز (الإنجليزية)
- ريكس ستاوت على موقع أول موفي (الإنجليزية)
- ريكس ستاوت على موقع إن إن دي بي (الإنجليزية)
- ريكس ستاوت على موقع قاعدة بيانات الفيلم (الإنجليزية)
- ريكس ستاوت على موقع كينوبويسك (الروسية)